# Giosuè Ligios
Giosuè Stefano Ligios (26 de Dezembro de 1928 - 9 de Dezembro de 2021) foi um político italiano. Filiado pelo partido Democracia Cristã, exerceu funções no Senado da República de 1972 a 1983 e no Parlamento Europeu de 1979 a 1989.